# دوبین ام زی
دوبین ام زی (به آلمانی: Dobin am See) یک شهر  در آلمان است که در لودویگسلوست-پارشیم واقع شده‌است. دوبین ام زی ۱٬۹۹۰ نفر جمعیت دارد.